# Schlacht am Tanlwe Chaung
Japanische Eroberung 1941/42

Bilin – Sittang – Pegu (Taukkyan) – Rangun – Yunnan-Burma-Straße (u.a. Tachiao – Oktwin – Toungoo – Yenangyaung – Lashio I)
1942/43

Burma-Kampagne 1942–1943

Arakan I – The Hump – Chindits
1944

Schlacht um Nordburma und West-Yunnan 1943–1945

Burma-Kampagne 1944

Arakan II – Ha-gō – Lashio II – Sangshak – Myitkyina – U-gō (Imphal – Kohima – Tennisplatz) – Mogaung – Song shan/Huitong-Brücke – Dan-gō
1944/45

Burma-Kampagne 1944–1945

Bhamo – Arakan III (Kangaw und Höhe 170 – Ramree) – Meiktila/Mandalay – Pakokku – Lashio III – Tanlwe Chaung – Operation Dracula – Sittang
Die Schlacht am Tanlwe Chaung, einem Fluss im Gebiet der Taungup Township im südlichen Teil des heutigen Rakhaing-Staates in Myanmar, fand zwischen dem 24. und 26. April 1945 im Rahmen des dritten Arakan-Feldzugs während des Pazifikkriegs im Zweiten Weltkrieg zwischen Einheiten der britischen Rhodesian African Rifles und Einheiten der Regionalarmee Burma des Kaiserlich Japanischen Heeres statt.

## Vorgeschichte
Die Rhodesian African Rifles (RAR) erreichten im Dezember 1944 Chittagong in Britisch-Indien (heute Bangladesh). Das Bataillon war Teil der 22. (Ostafrika) Brigade unter dem Befehl von Brigadier Reginald Forster Johnstone, die wiederum dem Kommando des britisch-indischen XV Korps als Teil der britischen 14. Armee von Feldmarschall William Slim unterstanden.
Indische und afrikanische Einheiten wurden gegen Ende der Dritten Arakan-Offensive entlang der Straße von Taungup nach Prome eingesetzt, um mehrere Gebirgspässe zu sichern, die den zu Burma gehörenden Arakan-Staat teilten.
Die indische 26. Division unter dem Kommando von Generalleutnant Cyril Lomax hatte die 22. (Ostafrika) Brigade nach Letpan in der Sagaing-Region beordert um von dort zum Tanlwe Chaung vorzurücken. Am 16. März 1945 wurde der Befehl abgeändert und die RAR marschierten auf Tamandu, um dort in der Ann-Region zu operieren. In Tamandu unterhielten die Japaner eine strategisch wichtige Versorgungsbasis. Nachdem Tamandu von der 82. (Westafrika) Division übernommen worden war, wurde die RAR-Brigade eingegliedert und rückte wieder zum Tanlwe Chaung vor.
Während sich die vier Kompanien des RAR-Bataillons entlang der Ufer des Tanlwe Chaung nach Süden bewegten, hatten sie einen kurzen Kontakt mit den Japanern. Am 19. April eroberte die Brigade das Dorf Dalet am Tanlwe Chaung, etwa 16 Kilometer nordöstlich von Taungup. Am nächsten Tag stellten sie mit Blick auf den Tanlwe Chaung ihr Hauptquartier auf.

## Kampf am Tanlwe Chaung
Die Aktionen der Afrikaner blieben den Japanern nicht verborgen, da sie diese genau beobachteten. Gegen 13:00 Uhr eröffneten sie mit Mörser- und Artilleriefeuer den Angriff, den sie während der Nacht und für einen Teil des folgenden Tages fortsetzten.
Von ihren Positionen am Tanlwe Chaung sahen die Afrikaner zwei strategisch gut gelegene Hügel, die die Decknamen Bergner und Valerie erhielten. Da die Vorwärtsbeobachtung in diesem zerklüfteten und stark bewaldeten Gelände äußerst schwierig war, wurden zwei Patrouillen ausgesandt, um diese Gebiete zu erkunden und genau festzustellen, wo sich die Japaner befanden.
Eine Patrouille wurde von zwei versteckten, japanischen leichten Maschinengewehren beschossen und kehrte zum Hauptquartier zurück. Sie meldete, dass Bergner von den Japanern gedeckt wurde. Eine weitere Patrouille stellte fest, dass der Aufstieg nach Valerie so steil war, dass sie ihn nicht bewältigen konnte. Jedoch gelang es dann doch zwei Askaris auf die Spitze zu gelangen, um von dort aus festzustellen, dass Valerie ebenfalls von den Japanern gehalten wurde.
Am 24. April wurden drei weitere Aufklärungspatrouillen ausgesandt, um die japanischen Stellungen genauer zu ermitteln. Der sich Bergner von Osten nähernden Patrouille gelang es nicht, an den Hügel heranzukommen, da der Weg durch einen sehr tiefen Chaung versperrt war. Entlang der westlichen Flanke bei Valerie fand eine andere Patrouille ebenfalls keinen Zugang. Da die Japaner aber das Feuer aus Mörsern auf sie eröffneten, stellten sie fest, dass diese sich nicht von ihren Positionen wegbewegt hatten.
Einer dritten Kampfpatrouille gelang es, Punkt 1232 südöstlich von Bergner zu räumen und so einen auf ihren Karten markierten Elefantenpfad für Maultierzüge zu sichern.

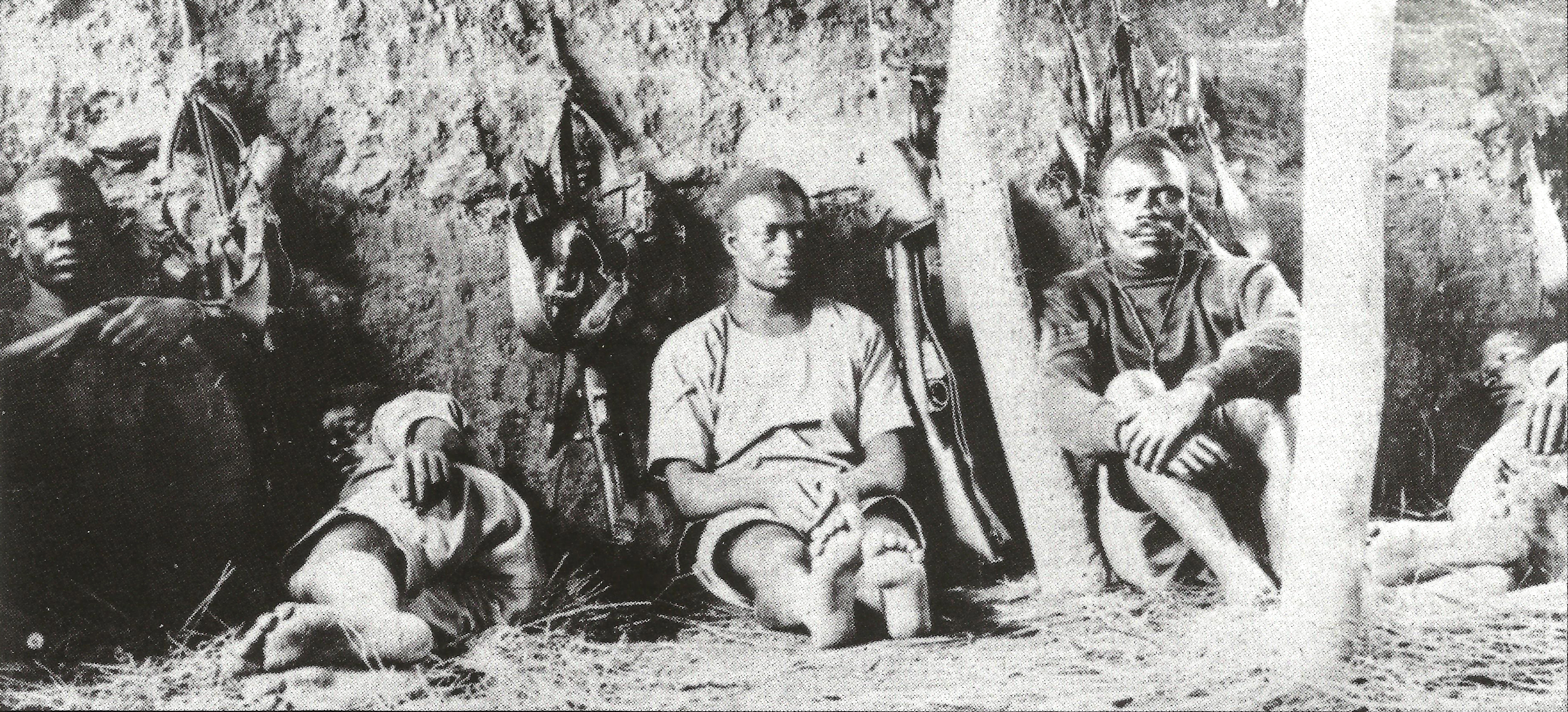
Männer des 1. Bataillons der Rhodesian African Rifles in Burma, ruhen sich in einem Unterstand aus, 1945

Zwei schwere Maschinengewehrnester der Japaner konnten am Nachmittag ausgemacht werden, allerdings jedoch nicht die Position eines mittleren Maschinengewehrs. Dabei verlor ein afrikanischer Schütze sein Leben. Nachdem die Askaris auch das dritte Maschinengewehr ausgemacht hatten, konnten sie einen endgültigen Angriffsplan erstellen.
Am Morgen des 26. April beschossen Hawker Hurricanes Valerie und Bergner, gefolgt von einem Artilleriefeuer auf Bergner durch zwei westafrikanische Haubitzenbatterien. Eine weitere Einheit eröffnete das Feuer auf Valerie, während der eigene Mörserzug der Rhodesian African Rifles von seiner Position im Bataillonshauptquartier am Tanlwe Chaung aus das Feuer auf Bergner eröffnete. Nach den Bombenangriffen und dem Artillerie- und Mörserbeschuss, rückten zwei Kompanien in Richtung Bergner vor. Als die angreifenden Truppen bis auf 100 Meter an Bergner herankamen, wurde das Artillerie- und Mörserfeuer auf dieses Ziel gestoppt und auf Valerie umgeleitet. Ein Zug stürmte die unteren Hänge von Bergner hinauf und stellte fest, dass die Japaner nach dem Überraschungsangriff vorübergehend die Schützengräben geräumt hatten. Zwar unternahmen die Japaner kurz darauf einen verzweifelten Versuch, ihre Stellungen wieder einzunehmen, was ihnen dann aber nicht gelang. Sie zogen sich zu einem Chaung weiter südlich zurück.

## Ende der Arakan-Kampagne
Nachdem die RAR-Brigade am 26. April Mogyo, etwa 16 Kilometer östlich von Taungup, erreicht hatte und die 2. und 4.(Westafrika) Brigade die japanischen Streitkräfte fünf Kilometer nordöstlich der Stadt erfolgreich bekämpft und diese vertrieben hatten, war die Arakan-Kampagne Ende April endgültig erfolgreich beendet. Die 82. (Westafrika) Division kam am 1. Mai unter das Kommando der Allied Land Forces South East Asia (A.L.F.S.E.A.).